# Servantes du Sacré-Cœur de Jésus et des Pauvres
Les servantes du Sacré Cœur de Jésus et des Pauvres (en latin : Servarum Sacri Cordis Iesu et Pauperum) forment une congrégation religieuse féminine hospitalière, enseignante et missionnaire de droit pontifical.

## Histoire
La congrégation est fondée par José Maria de Yermo y Parres (1851-1904) prêtre mexicain de la congrégation de la Mission. Sur le chemin de l'église du Calvaire, à la périphérie de León, il voit deux bébés abandonnés mangés par des cochons ; profondément choqué par cette scène, il crée l'asile du Sacré-Cœur pour accueillir les orphelins et les nécessiteux.
Il veut faire appel aux petites Sœurs des Pauvres pour gérer l'asile mais le projet n'aboutit pas. Le 13 décembre 1885, il fonde la congrégation des servantes du Sacré-Cœur de Jésus et des Pauvres avec quatre jeunes filles. En 1889 le siège de l'institut est déplacé à Puebla et les sœurs commencent à se consacrer à l'apostolat missionnaire des peuples autochtones.
Les servantes reçoivent du pape Pie X le décret de louange le 10 mai 1907, la congrégation est approuvée officiellement par le Saint-Siège le 8 avril 1910 et ses constitutions le 19 juin 1925. Sous le gouvernement de Plutarco Elías Calles, les sœurs sont contraintes de se réfugier à Cuba et aux États-Unis, c'est de là qu'elles commencent la propagation internationale de la congrégation.

## Activité et diffusion
Les sœurs se consacrent à l'éducation de la jeunesse, aux handicapés mentaux, aux personnes âgées et aux malades, à la pastorale et à l'apostolat missionnaire parmi les peuples indigènes d'Amérique et d'Afrique.
Elles sont présentes en:
- Amérique du Nord : États-Unis, Mexique.
- Amérique centrale : Guatemala, Nicaragua.
- Amérique du Sud : Chili, Colombie, Venezuela.
- Afrique : Kenya.
- Europe : Italie.

La maison généralice est à Puebla. 
En 2017, la congrégation comptait 665 sœurs dans 82 maisons.